# Brückenkeller
Der Brückenkeller war ein Restaurant mit gehobener Küche, gelegen in der Innenstadt von Frankfurt am Main, eingerichtet in historischen Kellergewölben. Die Geschichte des Weinausschanks an dieser Stelle reicht ins Jahr 1652 zurück.

## Lage und Geschichte

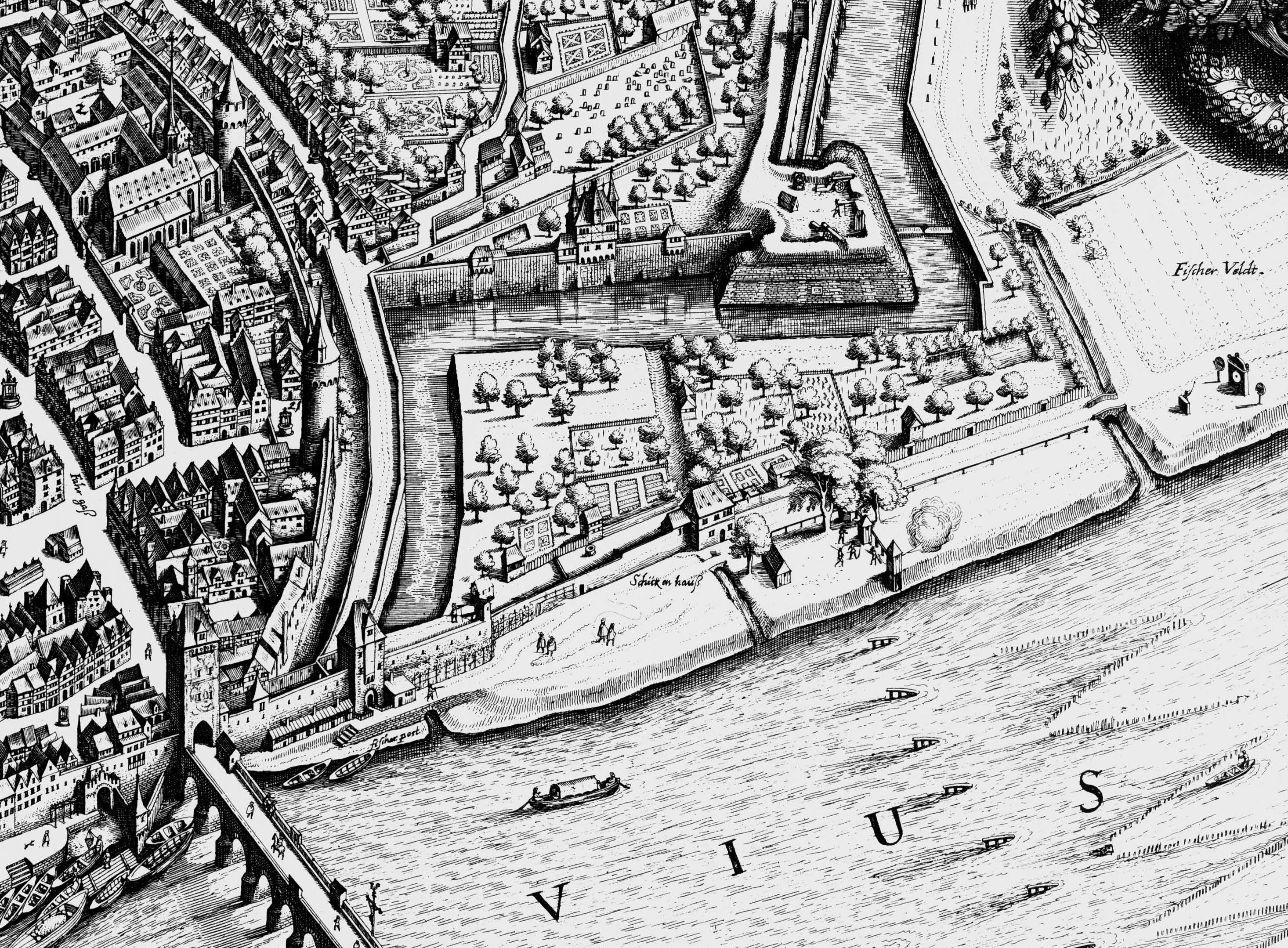
Bildmitte: Das Frankfurter Schützenhaus am Ort des heutigen Brückenkellers. Ausschnitt aus dem Vogelschauplan von Frankfurt am Main 1628 von Matthäus Merian

Der Brückenkeller liegt am südöstlichen Rand der Frankfurter Innenstadt an der Schützenstraße im Fischerfeldviertel. Spätestens seit dem 17. Jahrhundert gehörte das Grundstück zum Stützpunkt der Frankfurter Schützengilde, die stets einsatzbereit war, um eventuelle Angriffe auf die Stadt abzuwehren. Daher rührt auch der Name der heutigen Schützenstraße. Da das Gelände nicht nur am einstigen Stadtrand liegt (nahe dem Rechneigraben, knapp außerhalb der damaligen Frankfurter Stadtbefestigung, heute Wallanlagen), sondern auch nur wenige Schritte vom Ufer des Mains entfernt ist, war der Standort für seinen ursprünglichen Zweck prädestiniert. Die Grundstücke vor Ort sind weitläufig unterkellert und wurden in vergangenen Jahrhunderten auch als Warenlager für die Versorgung der Stadt und ihrer Bewohner genutzt.
Im Jahre 1652 wurde der Schützengilde durch den Stadtrat das Recht des freien Weinausschanks in ihrem Hause erteilt. Von dieser Zeit an ist die Stätte bis in die Gegenwart dem Weinausschank verbunden geblieben. Im Laufe des 18. Jahrhunderts eröffnete Johann Jakob Burck in den Kellern und Gewölben des ehemaligen Frankfurter Schützenhauses eine Weinhandlung.
Im Jahr 1795 übernahmen die Patrizierfamilien La Roche und Allinger die Weinhandlung von Burck. Das Geschäft firmierte in La Roche & Allinger um. Zum Freundeskreis der Familien gehörte Johann Wolfgang von Goethe.
Im Jahr 1926 entstand erstmals der Name Brückenkeller. Zur Einweihung des Neubaus der Alten Brücke vom 14. bis 18. August 1926 beantragen La Roche & Allinger eine befristete Schankkonzession. In Anlehnung an die Brückenfeierlichkeiten wählte man für den Ausschank den Namen Brückenkeller. Diese Schankkonzession wurde auf dringenden Wunsch der Gäste des Brückenkellers im Jahre 1927 unbefristet erteilt und blieb bis zum heutigen Tage bestehen.

## Sternerestaurant (1987–1996)
In der Zeit von 1927 bis 1987 war der Brückenkeller ein bekanntes Restaurant der Region. 1987 erhielt der Brückenkeller vom Guide Michelin einen Stern. Zu dieser Zeit war Michael Wehle Geschäftsführer des Restaurants. Kulinarisch begab sich der Brückenkeller mit Hans Haas als Küchenchef von 1987 bis 1991 in Richtung Haute Cuisine.
1991 folgte der zweite Michelinstern unter Alfred Friedrich als Küchenchef. Seit Friedrich den Brückenkeller 1996 verlassen hatte, wurden keine Michelinsterne mehr vergeben.
Von 2005 bis 2019 wurde der Brückenkeller noch als Veranstaltungsort vermietet.